# ريتشي هارنيت
ريتشي هارنيت (بالإنجليزية: Ricci Harnett)‏ هو ممثل بريطاني، ولد في 8 فبراير 1973 في لندن في المملكة المتحدة.

## أعمال

### أفلام
- (2002) بعد 28 يوما

## وصلات خارجية
- ريتشي هارنيت على موقع IMDb (الإنجليزية)
- ريتشي هارنيت على موقع قاعدة بيانات الفيلم (الإنجليزية)